# ماتیاس شوایگهوفر
ماتیاس شوایگهوفر (آلمانی: Matthias Schweighöfer؛ زادهٔ ۱۱ مارس ۱۹۸۱) یک هنرپیشه، کارگردان و تهیه‌کننده اهل آلمان است. وی از سال ۱۹۹۷ میلادی تاکنون مشغول فعالیت بوده‌است.
از فیلم‌ها یا برنامه‌های تلویزیونی که وی در آن نقش داشته‌است می‌توان به بارون قرمز، کورسک، هارت استون، ارتش دزدان، جابجایی اعضای خانواده و ارتش مردگان اشاره کرد.